# Centroclisis brachygaster
Centroclisis brachygaster is een insect uit de familie van de mierenleeuwen (Myrmeleontidae), die tot de orde netvleugeligen (Neuroptera) behoort. 
Centroclisis brachygaster is voor het eerst wetenschappelijk beschreven door Rambur in 1842.